# Waltham Forest
Waltham Forest (London Borough of Waltham Forest) is een Engels district of borough in de regio Groot-Londen, gelegen in het noordoosten van de metropool. De borough telt 277.000 inwoners. De oppervlakte bedraagt 39 km².
Van de bevolking is 11,7% ouder dan 65 jaar. De werkloosheid bedraagt 4,9% van de beroepsbevolking (cijfers volkstelling 2001).

## Wijken in Waltham Forest
- Chingford
- Leyton
- Leytonstone
- Snaresbrook
- Upper Walthamstow
- Walthamstow
- Walthamstow Village